# 영지주의 교파 목록
다음은 영지주의(Gnosticism) 종교 운동과 관련된 분파들의 목록이다. 페르시아 영지주의을 제외한, 영지주의 교파은 대체로 자신들을 '영지주의자(나스틱)'이라 부르지 않고 '기독교인'이라 불렀다.  영지주의 교파들의 명칭은 주로 기독교 교부들 중 이단 연구가들이었던 사람들에 의해 붙여진 이름이며 영지주의자들 자신들이 스스로를 칭한 이름이 아니다.

## 고대의 영지주의 교파들

#### 기독교 영지주의 교파들
- 에비오님파(Ebionites)
- 케르도파(Cerdonians): 시원자 케르도(Cerdo: fl. AD c.138)에서 유래한 이름
  - 마르키온주의(Marcionism): 시원자 마르키온(Marcion: AD c. 85-160)에서 유래한 이름. 완전히 나스틱파이지는 않았다.
- 콜로르바소스파(Colorbasians): 시원자 콜로르바소스(Colorbasus)에서 유래한 이름
- 시몬파(Simonians): 시원자 시몬 마구스(Simon Magus: fl. AD 1세기)에서 유래한 이름

#### 시리아-이집트 영지주의 교파들
- 세트파(세트주의, Sethians, Sethianism): 구약성경의 셋(Seth)을 중시한 것에서 유래한 이름
  - 바실리데스파(바실리데스주의, Basilidians, Basilideans): AD 2세기. 시원자 바실리데스(Basilides: fl. AD 117-138)에서 유래한 이름
  - 토마스파(토마스주의, 도마주의, Thomasines, Thomasenes): 사도 토마스에서 유래한 이름
  - 발렌티누스파(발렌티누스주의, Valentinians, Valentianism): AD 2세기. 시원자 발렌티누스(Valentinus: AD c.100 - c.160/180)에서 유래한 이름
    - 바르다이산파(Bardesanites, Bardasanes, Bardaisanites): AD 2세기 - 3세기. 시원자 바르다이산(Bardaisan, Bardesanes: AD 154-222)에서 유래한 이름

  - 아르콘주의(Archontics, Archontici): AD 2세기. 그리스어 '아르콘(Archon)'에서 유래한 이름
- 바르벨로파(Barbeliotae 또는 Barbēlōgnostics): 최고신의 최초의 발출물인 바르벨로(Βαρβηλώ Barbēlō)를 중시한 것에서 유래한 이름

#### 페르시아 영지주의 교파
- 만다야교(Mandaeanism, Mandaeism, Mandaeans)
- 마니교(Manichaeism, Manicheism, Manichaeans): fl. AD 3세기 - 7세기. 창시자 마니(Mani: c. 210-276)에서 유래한 이름
  - 바그놀스파(Bagnolians: AD 8세기): 프랑스의 도시 바그놀스(Bagnols)에서 유래한 이름

#### 기타
- 오피스파(Ophites, Ophians, Serpentinians): fl. c. AD 100. 구약성경의 뱀을 중시한 것에서 유래한 이름. 여러 나스틱파들을 통칭하는 이름
- 카인파(Cainites, Cainians, Gainites): 구약성경의 카인을 중시한 것에서 유래한 이름
- 카르포크라테스파(Carpocratians): fl. AD 2세기. 시원자 카르포크라테스(Carpocrates of Alexandria)에서 유래한 이름
- 보르보로스파(Borborites, Borborians, Phibionites, Koddians, Barbalites, Secundians, Socratites): 그리스어 '보르보로스(borboros, 진흙)'에서 유래한 이름
- 니골라오파(니골라오주의, Nicolaism, Nicholaism, Nicolationism, Nicolaitanism, Nicolaites, Nicolaitans, Nicolaitanes)
- 헤르메스주의(Hermeticism, 연금술 학파)

## 중세의 영지주의 교파
- 카타리파(Cathars, Catharism, 알비파, Albigensians): fl. AD 12세기 - 13세기
- 보고밀파(Bogomils, Bogomilism): AD 927-970년경에 발생
- 바오로파(Paulicians, Paulicianism): fl. AD 650-872
- 톤드라크파(Tondrakians): fl. AD 9세기 초기 - 11세기. 서아르메니아(Western Armenia)의 도시 톤드라크(Tondrak)에서 유래한 이름